# Jaguar XK
Jaguar XK je linija luksuznih coupéa i kabrioleta koju od 1996. proizvodi britanski proizvođač Jaguar.
XK je na tržištu zamijenio model XJS, a dostupan je u dvije inačice, XK8 i XKR. XK8 je pokretan 4.2-litrenim V8 motorom s 290 KS, a XKR pokreće jednak motor koji uz pomoć kompresora razvija 390 KS.
Na frankfurtskom salonu automobila IAA održanom u rujnu 2005. predstavljena je i potpuno redizajnirana druga generacija koja će se kao i prva prodavati u coupé i kabriolet izvedbi. Automobil će pokretati 4.2-litreni V8 motor s 300 KS koji će biti dostupan i u izvedbi s kompresorom i snagom od 400 KS.